# Włodowice (Nowa Ruda)

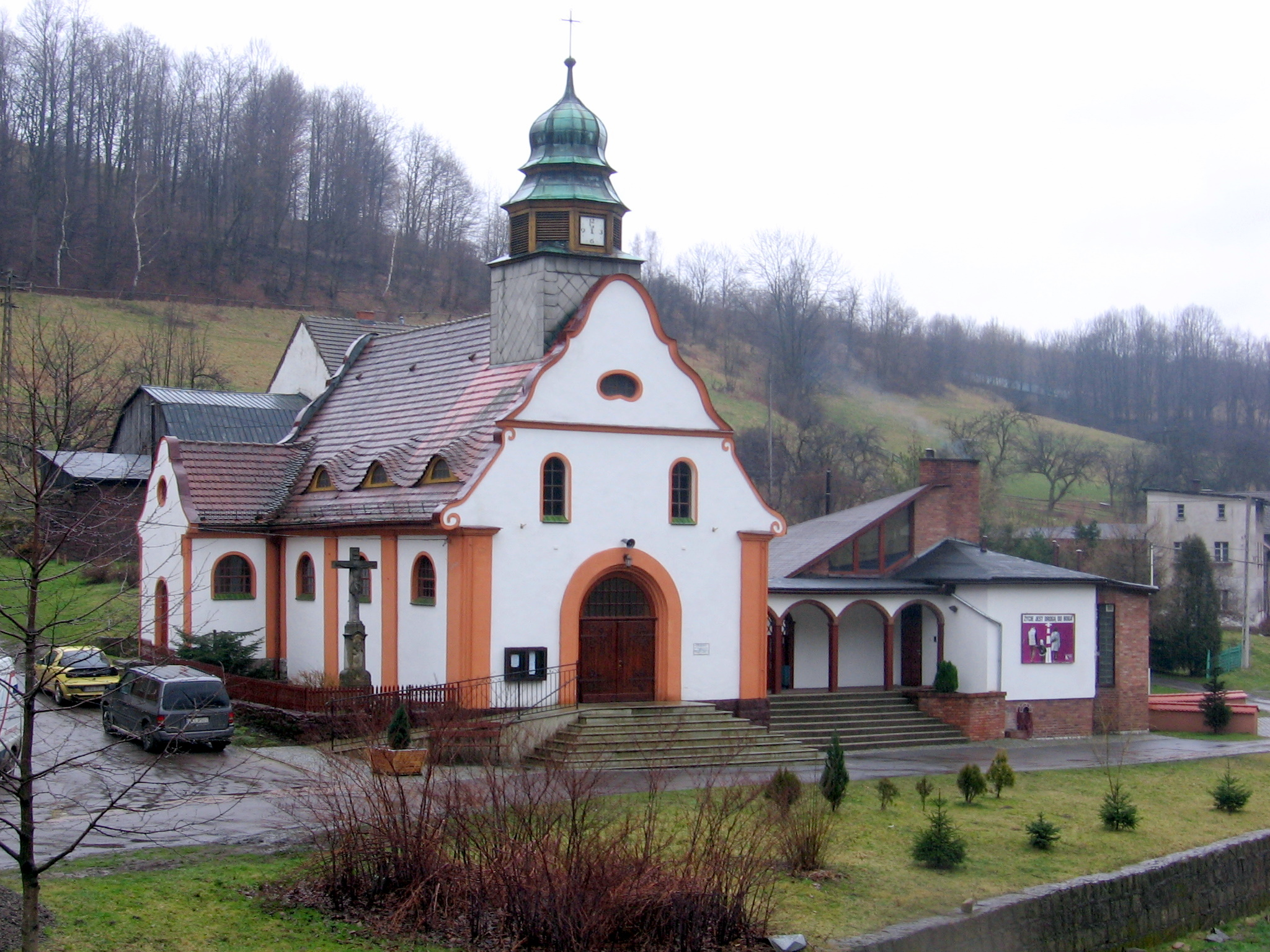
St.-Canisius-Kirche

Włodowice (deutsch: Walditz); tschechisch Valdice ist ein Ort in der Landgemeinde Nowa Ruda im Powiat Kłodzki der Woiwodschaft Niederschlesien in Polen. Es liegt drei Kilometer südwestlich von Nowa Ruda (Neurode). Westlich verläuft die Grenze zu Tschechien.

## Geographie
Włodowice gehört geographisch zum Glatzer Kessel und liegt am gleichnamigen Fluss Włodzica (Walditz), der bei Sarny (Scharfeneck) in die Steine (polnisch Ścinawka) mündet. Durch den Ort verläuft die Woiwodschaftsstraße 385, die vom Grenzübergang Tłumaczów (Tuntschendorf) / Otovice (Ottendorf) nach Ząbkowice Śląskie (Frankenstein) verläuft. Nachbarorte sind Sokolica (Zaughals) und Grządka (Grund) im Norden, Bieganów (Biehals), Zagórzyn (Teuber) und Bieganówek (Neu Biehals) im Südosten, Górzna (Schöppenberg) und Dwór Sarny (Scharfeneck) im Süden, Błogocice (Haindorf), Tłumaczów, Tłumaczówek (Klein Tuntschendorf) und Rudawa (Rudelsdorf) im Südwesten, Rzędzina (Flucht) im Westen und Rybno (Fischerberg) sowie Krajanówek (Klein Krainsdorf) im Nordwesten. Östlich von Włodowice erhebt sich die 647 m hohe Góra Św. Anny (Annaberg).

## Geschichte
Walditz gehörte zum Neuroder Distrikt in der böhmischen Grafschaft Glatz. Erstmals urkundlich erwähnt wurde es 1352 als „Waldicz“. Damals war es im Besitz des Rittergeschlechts Walditz, dessen Stammsitz seit 1258 das Rittergut Oberwalditz gewesen sein soll. Später gelangte es an die Stillfried auf Neurode.
Nach dem Ersten Schlesischen Krieg 1742 und endgültig mit dem Hubertusburger Frieden 1763 fiel Walditz zusammen mit der Grafschaft Glatz an Preußen. Nach der Neugliederung Preußens gehörte es seit 1815 zur Provinz Schlesien, die in Landkreise aufgeteilt wurde. 1816–1853 war der Landkreis Glatz, 1854–1932 der Landkreis Neurode zuständig. Nach dessen Auflösung 1933 gehörte es bis 1945 wiederum zum Landkreis Glatz. Seit 1874 gehörte die Landgemeinde Walditz zusammen mit den Landgemeinden Krainsdorf und Zaughals sowie den Gutsbezirken Krainsdorf, Nieder Walditz, Ober Walditz und Zaughals zum Amtsbezirk Krainsdorf, der später in Amtsbezirk Walditz umbenannt wurde.
Zu einem wirtschaftlichen Aufschwung kam es 1862, als in Oberwalditz eine mechanische Tuchmacherei errichtet wurde. Auch die Inbetriebnahme der Bahnstrecke Waldenburg–Glatz Anfang der 1880er Jahre, an der Neurode einen Bahnhof erhielt, beschleunigte die wirtschaftliche Entwicklung. Zudem erlangte Walditz Bedeutung als Sommerfrischeort. 1939 bestand es aus 1198 Einwohnern.
Als Folge des Zweiten Weltkriegs fiel Walditz 1945 mit dem größten Teil Schlesiens an Polen und wurde in Włodowice umbenannt. Die deutsche Bevölkerung wurde, soweit sie nicht schon vorher geflohen war, 1945/46 weitgehend vertrieben. Die neu angesiedelten Bewohner waren teilweise Zwangsumgesiedelte aus Ostpolen, das an die Sowjetunion gefallen war. 1975–1998 gehörte Włodowice zur Woiwodschaft Wałbrzych (Waldenburg).

## Sehenswürdigkeiten
- Die römisch-katholische St.-Canisius-Kirche wurde 1929 im Stil des Neubarock errichtet und mit einem Dachreiter versehen.